# Clubber Lang
James "Clubber" Lang é um personagem fictício e o principal antagonista de Rocky Balboa no filme de 1982 Rocky III. O personagem foi interpretado por Mr. T, que tinha 29 anos de idade na época das gravações do filme. O personagem foi vagamente baseado em uma combinação de Sonny Liston, Larry Holmes e George Foreman.

## Papel na série
No filme Rocky III, Rocky é o atual Campeão Mundial de Pesos Pesados, tendo defendido seu título por dez vezes, derrotando adversários expressivos, como o Campeão alemão dos Pesos Pesados. Enquanto Rocky enriquece fazendo comerciais, Clubber vem o observando, e treinando para derrotá-lo. Clubber realiza diversas lutas e derrota com facilidade os adversários, até alcançar a primeira posição no Ranking de boxeadores. Nesta ocasião, está sendo inaugurada uma estátua em homenagem a Rocky na Filadélfia, seu estado de origem. Enquanto Balboa começa a falar de aposentadoria, Lang aproveita a oportunidade para provocar o Campeão e marcar uma luta.
No dia da luta, minutos antes de entrarem na arena, Lang e Balboa se encontram nos corredores que levam ao palco. James cria uma enorme confusão que tem por consequência o enfarto e a morte de Mickey Goldmill, treinador de Rocky. Clubber aproveita-se da insegurança de Rocky durante a luta por estar preocupado com seu treinador, que estava passando mal no vestiário e derrota Balboa por nocaute no segundo assalto, tornando-se o Campeão.
Meses depois de conquistar o título, Clubber Lang aceita uma nova luta com Rocky, agora treinado pelo ex-Campeão Apollo Creed. Clubber define esta situação da seguinte maneira: "Um perdedor treinando outro". Nesta luta, Lang é surpreendido com o estilo de Rocky, totalmente diferente (baseado no estilo de Apollo), e perde por nocaute no terceiro assalto, vendo-se obrigado a devolver o título a Balboa.
Clubber Lang é conhecido por ser uma pessoa amarga e de poucos amigos. Esta personagem é interpretada por Mr. T, um wrestler dos anos 80.